# 터란 루

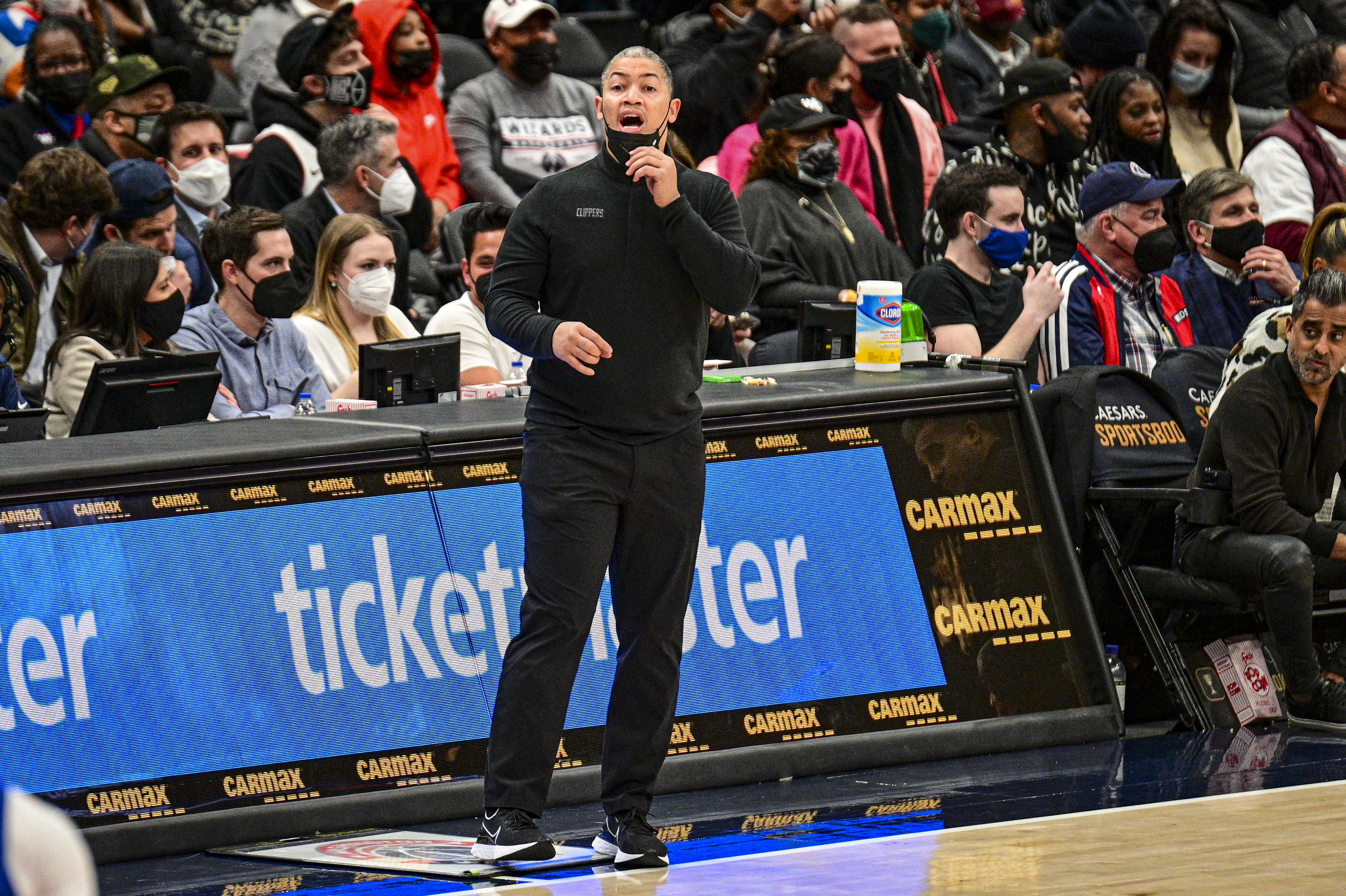

터란 루(Tyronn Lue, 본명: Tyronn Jamar Lue, /təˈrɒn ˈluː/ tə-RON LOO, 1977년 5월 3일 ~ )는 미국 프로 농구 코치이자 전미 농구 협회(NBA) 로스앤젤레스 클리퍼스의 수석 코치인 전직 선수이다. 이전에 클리블랜드 캐벌리어스의 수석 코치로 재직하여 이들이 최초이자 유일한 NBA 타이틀을 획득하도록 도왔다.
전직 포인트 가드였던 루는 네브래스카 콘허스커스에서 대학 농구를 하다가 1998년 NBA 드래프트 1라운드에서 전체 23순위로 덴버 너기츠에 지명되었다. 그는 얼마 지나지 않아 로스앤젤레스 레이커스로 트레이드되었다. 레이커스의 일원으로서 루는 첫 세 시즌 동안 두 번의 NBA 챔피언십에서 우승했다.
2009년 선수 생활이 끝난 후 루는 보스턴 셀틱스의 농구 개발 이사가 되었다. 2014년에 그는 캐벌리어스의 부감독으로 고용되었다. 루는 2015-16 시즌 동안 해고된 데이비드 블랫을 대신하여 감독으로 승진했다. 같은 시즌, 루는 캐벌리어스의 첫 번째 NBA 챔피언십 우승을 이끌었고 NBA에서 자신의 팀을 타이틀로 이끈 몇 안 되는 신인 코치 중 한 명이 되었다. 루는 2016-17 및 2017-18 시즌에 캐벌리어스를 NBA 결승전까지 코치했다. 두 시즌 모두 NBA 결승전에서 캐벌리어스는 골든스테이트 워리어스에게 패배했다. 루는 2018년 10월 클리블랜드에서 퇴출되었다. 루는 계속해서 클리퍼스의 감독을 맡아 프랜차이즈 역사상 첫 번째 컨퍼런스 결승전에 진출했다.